# Massengräber in Zreče
Auf dem Gebiet der Gemeinde Zreče in Slowenien wurden bisher (Stand 1/2024) insgesamt drei Massengräber aus der Zeit um den Zweiten Weltkrieg gefunden.

## Polajna
In Polajna fand man zwei Massengräber vom Ende des Zweiten Weltkriegs. Sie enthalten die Überreste einer unbekannten Anzahl kroatischer Soldaten und Zivilisten, die am Ende des Krieges entwaffnet und dann ermordet wurden. Die meisten Opfer wurden in der Mine ermordet, eine kleinere Gruppe wurde jedoch auf der Deponie für Minenabraum ermordet.
- Das Massengrab der Polajna-Mine (slowenisch: Grobišče rudnik Polajna), auch Massengrab der Hasenbichl-Mine (Grobišče Hasenbichlov rudnik) genannt, liegt an einem Hang nördlich der Häuser Polajna Nr. 10. Es handelt sich um einen verlassenen Minenschacht .[1]

- Das Massengrab unterhalb des Minenabraums (Grobišče pod rudniško jalovino) liegt südlich der Siedlung, 60 Meter vom Haus Polajna Nr. 1 entfernt .[2]

## Stranice
In Stranice wurde ein Massengrab aus der Zeit unmittelbar nach dem Zweiten Weltkrieg gefunden.
- Das Massengrab am Friedhof (Grobišče pri pokopališču) liegt am östlichen Rand des Dorffriedhofs. Es enthält die Überreste von 84 kroatischen Soldaten und Zivilisten, die im Mai 1945 in einem nahe gelegenen Steinbruch ermordet wurden, sowie von etwa 50 slowenischen Zivilisten aus Slovenske Konjice, die im Juli 1945 im Lisica-Wald ermordet wurden .[3]